# CitizenGO
CitizenGO est un groupe de pression conservateur  fondé à Madrid, en Espagne, en 2013, par Hazte Oír.
CitizenGo publie des pétitions dans plus de 50 pays, principalement pour les causes catholiques et contre le mariage de même sexe,, l'avortement,, et  l'euthanasie ainsi que pour la défense des minorités religieuses.

## Histoire

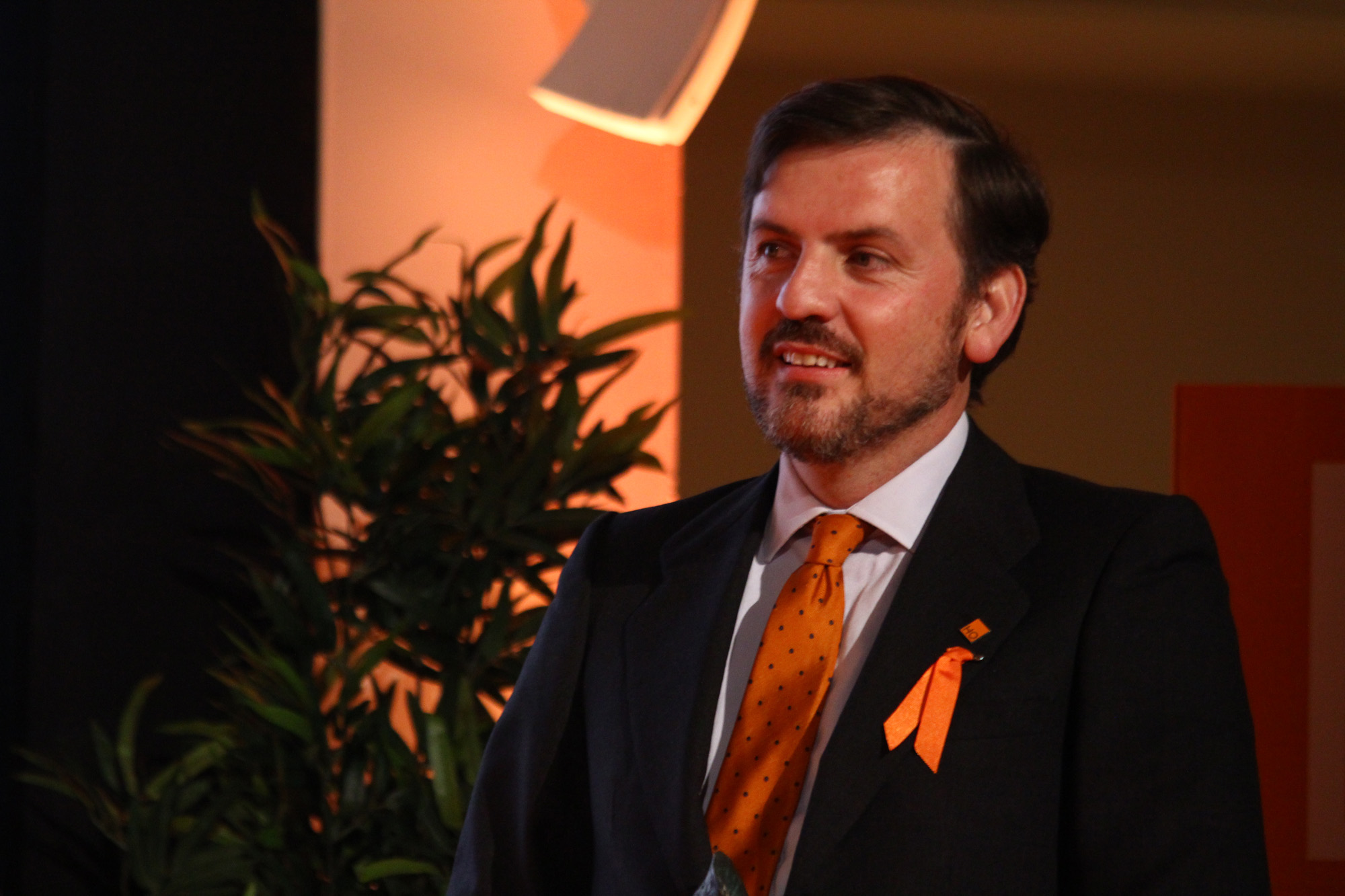
Ignacio Arsuaga, fondateur et président de Hazte Oír et de CitizenGo.

CitizenGO a été fondée à Madrid, en Espagne, en septembre 2013 par Hazte Oír afin d'élargir son champ d'action au-delà des pays de langue espagnole, faire progresser l'utilisation de pétitions en ligne comme une forme d'activisme sur Internet pour augmenter la participation du public dans le processus démocratique. CitizenGO dit qu'ils ont « les membres de l'équipe située dans une quinzaine de villes sur trois continents » qui facilitent les utilisateurs de signer des pétitions dans 50 pays, en huit langues avec des plans pour ajouter plus. Le chef de la direction de CitizenGO est Álvaro Zulueta. Le CitizenGO de la Fondation Conseil de fondation est composé de Ignacio Arsuaga (fondateur et président), Walter Hintz, Blanca Escobar, Luca Volonté (UDC politicien), Brian S. Brown (président de l'Organisation Nationale pour le Mariage), Gualberto García, Alexey Komov (un allié de Vladimir Poutine), Alejandro Bermudez et John-Henry Westen.
CitizenGO est soutenue financièrement par des dons en ligne effectuées par ses membres, que le journaliste J. Lester Feder estime à des dizaines de milliers d'euros par mois.
L'association est lié, comme Hazte Oir, à El Yunque, une société secrète catholique mexicaine,,.

## Activité

### Avortement et l'euthanasie
CitizenGO organise des campagnes opposés à l'avortement et à l'euthanasie. CitizenGo s'est opposé à l'introduction du "rapport Estrela" dans le parlement Européen, qui impose aux états membres de fournir des services complets d'éducation sexuelle dans les écoles et d'assurer l'accès à l'avortement, entre autres choses. CitizenGo a utilisé des méthodes de désinformation contre cette résolution (Hodžić, Amir; Bijelić, Nataša (2014). Neo-conservative Threats to Sexual and Reproductive Health & Rights in the European Union., p.11), en particulier par le biais d'envois massifs de courriels pour tenter de rendre le travail des députés européens impossible, certains messages étant allés jusqu'à inclure des menaces directes (Kováts, Eszter; Põim, Maari; Tánczos, Judit (2015). Beyond gender? Anti-gender mobilization and the lessons for progressives. Friedrich-Ebert-Stiftung—Forum Politics and Society., p.2)

### Free Speech Bus
En octobre 2017, CitizenGo lance en région parisienne une campagne utilisant un bus orange visant à alerter l'opinion publique sur l'enseignement de la théorie du genre . Basé sur une campagne similaire lancé à Madrid, puis  New York, l'opération entraine des protestations de la part des associations LGBT et des mairies de Paris et Saint-Denis.